# 臺灣桃園國際機場國內線航廈
臺灣桃園國際機場國內線航廈，又稱國內線航站，簡稱國內航廈、國內航站，是臺灣桃園國際機場曾經擁有的一座航廈，位於中華民國桃園市大園區。作為桃園國際機場的第二座航廈，國內航廈於1998年4月15日啟用。然而，由於後續行政院終止國內航廈的計畫，國內航廈現在已經被桃園國際機場公司於2008年3月改建為「桃園國際機場商務航空中心」使用。

## 緣起
隨著台灣民眾的出國頻率日漸增加，各地民意代表爭取將僅有國內航線的地方機場「升格」為國際機場。交通部民用航空局除考量到廣設國際機場的效益依然不明，也認為台灣機場多屬軍航、民航共用，能使用的土地狹窄，改建困難，遂於1970年提出在桃園國際機場建設國內航廈的構想，此構想也獲得超過70.1%的機場附近居民支持。:5-1:6-54

## 過程

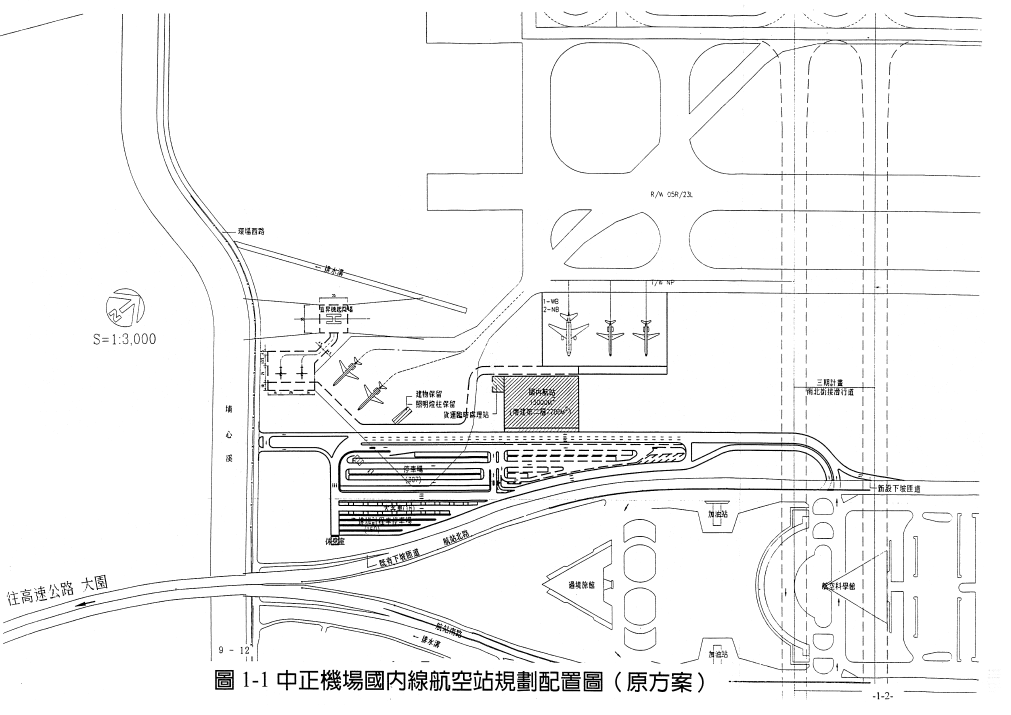
國內線航廈最初的配置規畫。

在國內航廈的構想期間，交通部民用航空局曾提出甲、乙兩案作為興建方案。在甲案中，國內航廈建置於桃園國際機場的塔台附近；然而，由於地下管線、煤氣加壓站、儲油槽及進出車道交錯，且因距離停機坪遠須以車輛接駁，甲案未被採用，轉而選擇設於桃園國際機場戰備機坪區的乙案。:8-8
依據交通部民用航空局氣象中桃園中正國際機場測站的觀測，國內航廈的建築基地在1985年至1994年間的平均溫度攝氏22.1度，月平均溫度最高為7月的28.9度、最低為1月的15.2度；受海島型氣候影響，年均相對濕度較高達78%；年總降雨量則約1,770釐米。除此之外，在空氣品質的指標上，國內航廈建築基地的氮氧化物含量較高，並有輕度懸浮微粒及落塵汙染，惟整體空氣品質仍被判定為良好。:6-10~6-11
國內航廈的建築基地地勢呈大致上的平坦，植被屬「草生平元植被」為主，並有零星矮小的旗形樹木，棲息有以鳥類為主的21種動物，除鳥類外的動物則有爬蟲類的雨傘節及中國石龍子與哺乳類的鬼鼠:6-31~6-32；景觀上，國內航廈建築基地景觀的複雜性、生動性、完整性都較低，僅統一性較高，整體被評為中品質美質:6-35~6-37。
基於提供國內線需求及國際線接駁所設計的國內航廈，其發展共分第一至第四階段，第一階段的建設計畫以兩期為主:5-4:1-1，面積達到12公頃:4-1。預定於1996年動工、1997年12月完工的第一期中，除新建一層高的航廈主體外，也將一併建設貨運臨時處理站、直升機起降場、停機坪、停車場及進出匝道等設施，預算新台幣3億元；而第二期則將第一期所興建的航廈主體增建為二層，並同時增建停車場、排班計程車休息室及客機停機坪，預算4.9億元:5-1。
以「中正機場國內線航空站設立計畫」為名的國內航廈工程，在第一階段的一、二期相繼完工後，可擁有4,800平方公尺的直升機起降場與停機坪、16,600平方公尺的客運停機坪、31,200平方公尺的停車場及樓地板面積13,000平方公尺的國內航廈。:4-1其環境影響評估也於經過行政院環境保護署於1996年12月18日的審查後，於1997年1月25日獲公告有條件通過。

## 轉折

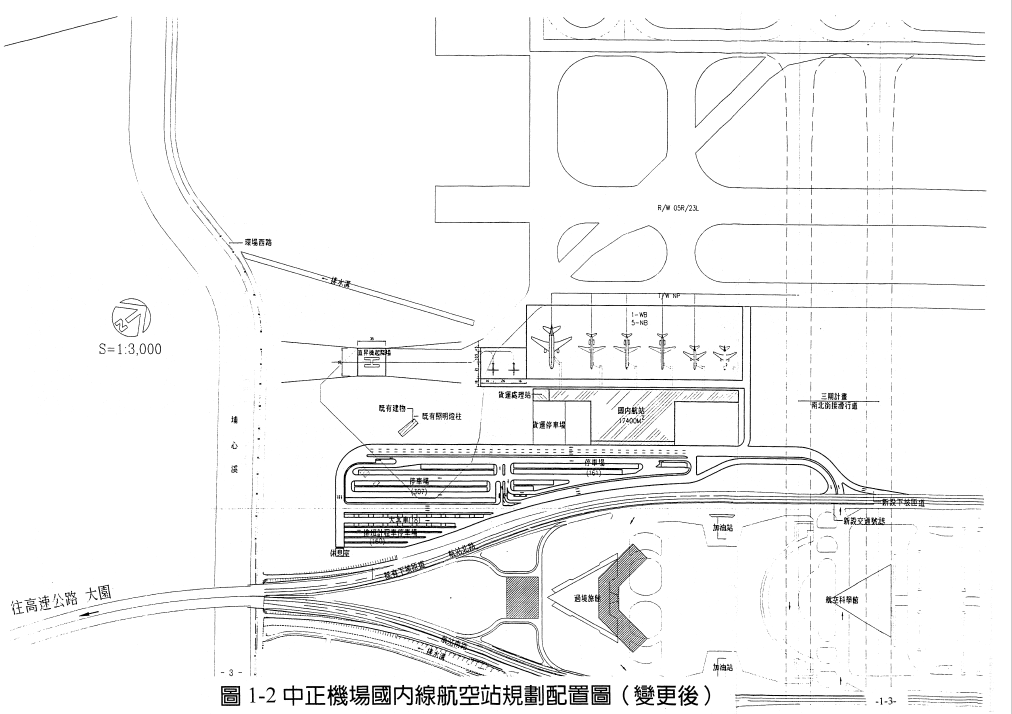
國內線航廈變更後的配置規畫。

在行政院環境保護署通過國內航廈的環境影響評估後，國內航廈的建設計畫卻很快面臨了進度落後的問題。同時，交通部民用航空局也發現國內航廈第一階段建成後，服務能量將很快在1999年面臨飽和的困境。在因應中華民國政府發展亞太空運中心的通盤考量下，交通部民用航空局很快於1997年底提出變更計畫，重新檢討了國內航廈的興建計畫。:1-1
經過交通部民用航空局檢討的國內航廈計畫，使原先第一階段第一、二期的工程合而為一，將原先樓地板面積僅有13,000平方公尺的航廈主體擴大為17,400平方公尺；調降直升機起降場與停機坪的面積，從原先的4,800平方公尺縮小為2,900平方公尺；並將原先16,600平方公尺的客運停機坪大幅擴大為30,200平方公尺。除此之外，還增設原先所沒有的6座空橋。:1-1
根據交通部民用航空局所調整，國內航廈的建設期程也從原先的1996年12月至1999年1月調整為1998年4月至1999年6月:1-1。此一變更計畫，同樣也獲得了行政院環境保護署的通過。國內航廈最後於1998年4月15日正式啟用，在啟用伊始，國內航廈就開始為花蓮航線服務。
但這並不是桃園國際機場第一次為國內線航班服務。在同一時間，桃園國際機場已經在1997年1月完成了桃園─花蓮國內航班的首航，並於1998年1月1日及2月12日獲得大華航空及台灣航空兩家航空業者加入，於桃園國際機場服務國內航班。

## 結局
在國內航廈啟用後一年餘、「中正機場國內線航空站設立計畫」被併入「中正國際機場主計畫第二次修訂」檢討後，國內航廈被認為沒有繼續推動的必要，行政院遂於1999年5月11日決定全面停止國內航廈計畫，其不再開發的環境影響評估結論變更也於2013年9月18日獲行政院環境保護署於環境影響評估審查委員會第245次會議中通過。而閒置的國內航廈，則被構想改為商務航空中心使用:1-1~2-1。
由國內線航廈所改建而成的「桃園國際機場商務航空中心」，則在中興航空的承攬經營下，於2008年3月投入使用。:8-2